# Calolampra irrorata
Calolampra irrorata är en kackerlacksart som först beskrevs av Fabricius 1775.  Calolampra irrorata ingår i släktet Calolampra och familjen jättekackerlackor. Inga underarter finns listade.